# Echinocereus boyce-thompsonii
Echinocereus boyce-thompsonii ist eine Pflanzenart in der Gattung Echinocereus aus der Familie der Kakteengewächse (Cactaceae). Das Artepitheton boyce-thompsonii ehrt den US-amerikanischen Geschäftsmann und Gründer des Boyce-Thompson Southwestern Arboretum William Boyce Thompson (1869–1930).

## Beschreibung
Echinocereus boyce-thompsonii bildet lockere Gruppen, die aus drei bis zwölf Trieben bestehen. Die grünen zylindrischen bis verlängerten Triebe sind 10 bis 25 Zentimeter lang und weisen Durchmesser von 4 bis 7,5 Zentimeter auf, die von der Bedornung kaum verdeckt werden. Es sind zwölf bis 18 Rippen, manchmal auch mehr, vorhanden, die nicht auffällig gehöckert sind. Die drei geraden, schlanken, abgebogenen, biegsamen Mitteldornen sind hellfarbig gelb oder strohfarben und besitzen eine dunkel- bis hellbraune Spitze. Sie weisen eine Länge von 2,5 bis 7,5 Zentimeter auf. Der unterste von ihnen ist etwa 5 Zentimeter lang. Die zehn bis 14 ausgebreiteten, geraden, weißlichen oder gräulichen Randdornen sind 1,2 bis 2 Zentimeter lang.
Die breit trichterförmigen Blüten sind magentafarben bis rötlich purpurfarben. Sie erscheinen in der oberen Hälfte der Triebe, sind 5 bis 6,2 Zentimeter lang und erreichen ebensolche Durchmesser. Die kugelförmigen fleischigen, anfangs grünen Früchte werden später rot.

## Verbreitung und Systematik
Echinocereus boyce-thompsonii ist in den Vereinigten Staaten im Bundesstaat Arizona in der Sonora-Wüste verbreitet.
Die Erstbeschreibung durch Charles Russell Orcutt wurde 1926 veröffentlicht. Nomenklatorische Synonyme sind Echinocereus fendleri var. boyce-thompsonii (Orcutt) L.D.Benson (1944), Echinocereus fasciculatus var. boyce-thompsonii (Orcutt) L.D.Benson (1969), Echinocereus fasciculatus subsp. boyce-thompsonii (Orcutt) N.P.Taylor (1997) und Echinocereus fasciculatus f. boyce-thompsonii (Orcutt) E.Lutz (2000, nom. inval. ICBN-Artikel 33.3, 11.1).

## Nachweise